# Macizo de Larancagua
Le Macizo de Larancagua est un stratovolcan en Bolivie. Il se situe à l'ouest de Turco et est composé d'andésite et de dacite. La date de son dernier épisode éruptif est inconnue, mais certains géologues la placent à l'Holocène.